# ウルリッヒ・ネーテン
ウルリッヒ・ネーテン（Ulrich Noethen, 1959年11月18日 - ）は、ドイツ出身の俳優である。ウルリッヒ・ヌーテンとも表記される。

## 来歴
本名ウルリッヒ・シュミード。牧師の五人兄弟の末っ子として生まれる。父親が教会の責任者となったノイウルムに転居し、さらにアウクスブルクに移った。同地のギムナジウムを卒業後、短期間法学を学んだが、シュトゥットガルト音楽演劇大学に転学した。芸名のネーテンは母方の姓である。女優のフリーデリケ・ヴァーグナーと結婚し一女をもうけたが、2005年に別居、2009年に正式に離婚した。現在は作家のアリーナ・ブロンスキー（筆名）とその連れ子3人とベルリン・シャルロッテンブルクに同居している。ブロンスキーとの間に一女をもうけた。
1985年から1987年までフライブルク市立劇場に属した。その後1988年まで野外劇団、ついで1990年までフランク・カストルフやマックス・フェルバーベックが監督を務めるケルン劇団に属した。ついでベルリン国立劇場に転じ、『ファウスト』『死と悪魔』『夏の夜の夢』などでの演技で注目を集めた。ベルリン国立劇場が閉鎖されたため、映画界に移った。
2007年公開の『わが教え子、ヒトラー』で、ドイツ批評家協会賞の最優秀男優賞を受賞した。

## 出演作品

### 映画
| 公開年 | 邦題 原題                                                                                     | 役名                               | 備考                                       |
| ------ | --------------------------------------------------------------------------------------------- | ---------------------------------- | ------------------------------------------ |
| 2001   | ロストトレジャー 伝説の紅いルビー Das Rätsel des blutroten Rubins                             | プラニツ教授                       | テレビ映画                                 |
| 2003   | 飛ぶ教室 Das fliegende Klassenzimmer                                                          | ヨハン（ユストゥス＝正義）ベク先生 |                                            |
| 2004   | ヒトラー 〜最期の12日間〜 Der Untergang                                                       | ハインリヒ・ヒムラー               |                                            |
| 2004   | 小さな魔法使いと秘密の城 リトル・ウィッチ2 Bibi Blocksberg und das Geheimnis der blauen Eulen | ベルンハルト・ブロックスベルグ     |                                            |
| 2005   | エアリフト Die Luftbrücke - Nur der Himmel war frei                                           | アレックス・キールベルグ博士       | テレビ映画                                 |
| 2007   | わが教え子、ヒトラー Mein Führer - Die wirklich wahrste Wahrheit über Adolf Hitler            | ハインリヒ・ヒムラー               |                                            |
| 2011   | ヒンデンブルグ 第三帝国の陰謀 Hindenburg                                                      | レーマン社長                       | テレビ映画を再編集したものが日本で劇場公開 |
| 2012   | ハンナ・アーレント Hannah Arendt                                                              | ハンス・ヨナス                     |                                            |
| 2016   | 検事フリッツ・バウアー ナチスを追い詰めた男 Die Akte General                                  | フリッツ・バウアー                 |                                            |